# 미하일 밀로라도비치
미하일 밀로라도비치(러시아어:  Граф Михаи́л Андре́евич Милора́дович, 세르비아어: Grof Mihail Andrejević Miloradović)는 나폴레옹 전쟁 당시 활약한 러시아 제국의 군인이자 정치가이다. 미하일의 아버지는 헤르체고비나 산자크에서 거주하던 블라흐인 귀족 가문이자 카툰 공동체 구성원이었던 밀로라도비치가의 일원이었다. 미하일은 제1차 러시아-스웨덴 전쟁이 시작되기 직전에 러시아 제국 육군에 입대했으며, 파벨 1세가 러시아 제국을 통치하는 동안 미하일은 빠르게 진급했다. 1799년 수보로프의 이탈리아와 스위스 원정 당시 미하일은 표트르 바그라티온과 함께 알렉산드르 수보로프 휘하에서 복무했으며, 수보로프의 훌륭한 제자로서 러시아 역사상 뛰어난 군인 중 한 명이 되었다.
미하일은 나폴레옹과 오스만 제국과의 전쟁에서 여러 차례 복무했다. 미하일은 암슈테텐 전투, 부쿠레슈티 점령, 보로디노 전투, 타루티노 전투, 뱌지마 전투 등에서 괄목할만한 업적을 남겼다. 쿨름 전투와 라이프치히 전투, 그리고 파리 전투 (1814년)에서 미하일은 예비 부대를 지휘했다. 미하일은 1809년 보병장군으로 진급하게 되었고, 1813년 백작 직위를 받게 되었다. 미하일의 거침없는 지휘는 그에게 명성을 안겼고 동시대의 사람들은 그를 러시아의 뮈라 또는 러시아의 바야르라고 불렀지만, 미하일이 명성을 얻게 된 것에는 약간의 운도 따랐다. 미하일은 그가 참여한 전투에서 단 한 번도 부상을 입지 않았다.
1818년, 밀로라도비치가 상트페테르부르크 총독으로 임명되었을 때, 미하일을 제외한 다른 고위 장성이나 장교들은 모두 사망한 상황이었기에, 미하일은 당시 군인 중 가장 높은 계급의 훈장을 받은 인물이 되었다. 미하일은 스뱌토고게오르기 훈장 2급, 스뱌토고안드레이 훈장, 스뱌토고블라디미르 훈장 1급, 스뱌토고안나 훈장 1급, 성 요한 기사단 훈장, 그리고 다이아몬드가 박힌 스뱌토고알렉산드르 넵스키 훈장을 받았다. 그러나 미하일은 총독 직에는 어울리지 않는 인물이었는데, 블라디미르 나보코프는 미하일을 "용감한 군인, 활기차고 다소 기이한 관리자"라고 평가했으며, 알렉산드르 게르첸은 "공무에 대한 생각은 전혀 없음에도 민간인 생활에서 가장 고위직을 차지한 군인들 중 한 명"이라고 평가했다.
알렉산드르 1세가 사망했다는 소식을 들었을 때, 미하일은 황태자 니콜라이가 황제에 오르는 것을 막았다. 미하일은 실질적으로 일정 기간 동안 독재적인 권력을 휘둘렀지만, 로마노프가 일원들이 다음 황위를 둘러싸고 혼란이 빚어져서 결국 니콜라이를 황제로 인정해야 했다. 미하일은 데카브리스트들이 반란을 일으킬 것에 대해 충분히 증거를 가지고 있었지만 반란이 일어나기 전까지 아무런 행동도 취하지 않았다. 미하일은 반란군과 협상을 시도하기 위해 그들과 만나려고 했지만 표트르 카콥스키가 쏜 총에 치명적인 부상을 입고 예브게이 오볼론스키에게 칼에 찔려 사망했다. 